# Bernhardsbrünnchen
Das Bernhardsbrünnchen ist ein Brunnen in Darmstadt-Ost.

## Geschichte und Beschreibung
Das Bernhardsbrünnchen liegt im Darmstädter Ostwald am Nordwestrand der Scheftheimer Wiesen. Der Laufbrunnen wurde im Jahre 1850 gefasst. Der Wasserspeier besteht aus einem bronzenen Löwenkopf. Das Wasserbecken besteht aus einem behauenen Sandstein. Die Brunnenrückwand wurde aus Bruchsteinen gemauert. In die Steintafel an der Brunnenrückwand ist der Name der Quelle eingraviert. Das Wasser des Brunnens fließt in den Ruthsenbach.